# 小行星3473
小行星3473（英語：3473 Sapporo）是一颗围绕太阳公转的小行星。1924年3月7日，卡尔·威廉·雷睦斯在海德堡发现了此天体。
这颗小行星的绝对星等为57.77380等。